# Dorsifulcrum pinheyi
Dorsifulcrum pinheyi là một loài bướm đêm trong họ Geometridae.